# Als Sønder Herred

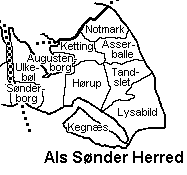
Als Sønder Herred

Als Sønder Herred was een herred in het voormalige Sønderborg Amt in Denemarken. Oorspronkelijk was het een herred in het Deense hertogdom Sleeswijk dat in 1864 verloren ging aan Duitsland.  In 1920 werd het samen met de rest van Noord-Sleeswijk weer deel van Denemarken. In 1970 werd het gebied deel van de nieuwe provincie Zuid-Jutland.

## Parochies
Naast de stad Sønderborg en de vlek Augustenborg omvatte de herred acht parochies.
- Asserballe
- Augustenborg
- Hørup
- Kegnæs
- Ketting
- Lysabild
- Notmark
- Sønderborg, Christians
- Sønderborg, St. Marie
- Tandslet
- Ulkebøl